# Кризис Симоцуки
Кризис Симоцуки — условное название внутриполитического конфликта, который произошёл в Японии в 1285 году, в период Камакурского сёгуната. Столкновение между аристократическими родами Ходзё и Адати. По приказу сиккэна Ходзё Садатоки замок Адати Ясумори был атакован правительственными войсками, которые уничтожили пятьсот воинов рода Адати. Сам Адати Ясумори покончил с собой, а его родня была перебита. 